# Tristellateia
Tristellateia é um género botânico pertencente à família Malpighiaceae.

## Espécies
- Tristellateia acutifolia Arènes
- Tristellateia africana S.Moore
- Tristellateia ambondrensis Arènes
- Tristellateia ambongensis Arènes
- Tristellateia australasiae
- Tristellateia bernierana A.Juss.
- Tristellateia bojerana A.Juss.